# Nashimoto Morimasa
Le prince Nashimoto Morimasa (梨本宮守正王, Nashimoto no miya Morimasa ō), 9 mars 1874 – 2 janvier 1951, est un membre de la famille impériale du Japon, maréchal dans l'armée impériale japonaise. Oncle par alliance de l'empereur Hirohito, un oncle de sa consort, l'impératrice Kōjun et beau-frère du prince héritier Yi Un de Corée, le prince Nashimoto est le seul membre de la famille impériale arrêté pour crime de guerre pendant l'occupation américaine du Japon à la suite de la Seconde Guerre mondiale.

## Jeunesse
Né à Kyoto, Nashimoto Morimasa est le quatrième fils de Kuni Asahiko et de Harada Mitsue, une dame de cour. Son père, prince de sang et ancien prêtre bouddhiste, est chef d'une des branches collatérales ōke de la famille impériale, créée au début de l'ère Meiji. D'abord nommé prince Tada, ses demi-frères sont les princes Kaya Kuninori, Naruhiko Higashikuni, Asaka Yasuhiko, Taka Kuni et Kuniyoshi Kuni.
Le 2 décembre 1885, l'empereur Meiji le nomme successeur des Nashimoto-no-miya, autre branche cadette de la famille impériale. Il adopte le nom personnel « Morimasa » l'année suivante.

## Famille

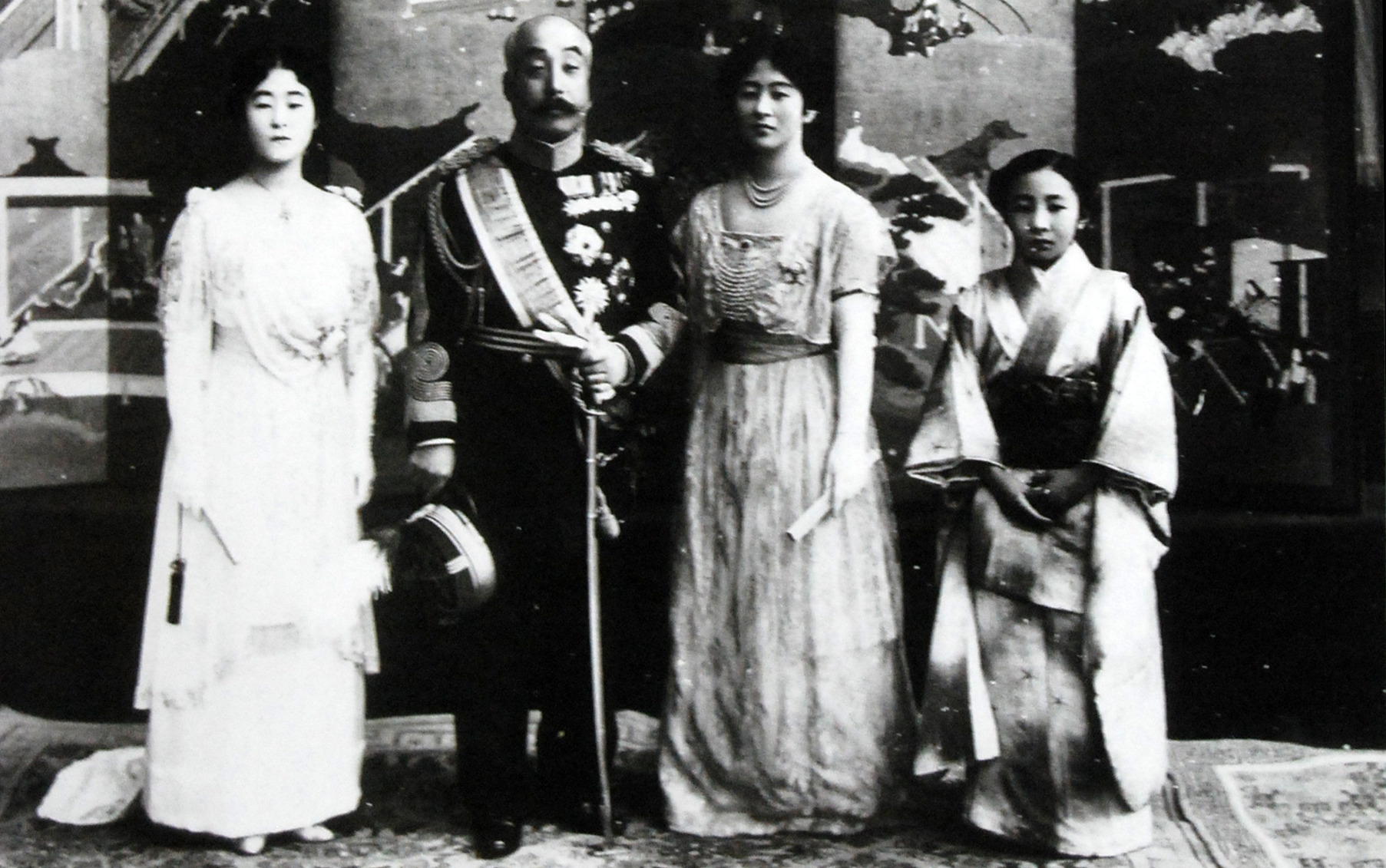
La famille Nashimoto en 1918.

Le 28 novembre 1900, il épouse Nabeshima Itsuko (2 février – 18 août 1976), deuxième fille du marquis Nabeshima Naohiro, ancien ambassadeur japonais en Italie et fils du dernier daimyō du domaine de Saga. Itsuko est la tante maternelle de feu la princesse Chichibu. Le couple a deux filles et un fils.
1. la princesse Nashimoto Masako (方子?), (4 novembre 1901 – 30 avril 1989). Épouse le demi-frère et héritier du dernier monarque de Corée, le prince Euimin en 1920.
2. la princesse Nashimoto Noriko (規子?), (27 avril 1907 – 25 août 1985) épouse le comte Hirohashi Tadamitsu en 1926.
3. le prince Norihiko (徳彦?), (19 novembre 1922 – 7 février 2007), fils du prince Kuni Taka, devient le comte Tatsuta Norihiko en 1943, adopté par la princesse Nashimoto Itsuko le 28 avril 1966 afin de prolonger le nom de la famille Nashimoto.

## Carrière militaire
Comme les autres princes du sang impérial à l'époque, Nashimoto Morimasa poursuit une carrière militaire. Formé à l’École centrale militaire préparatoire et à l'Académie de l'armée impériale japonaise, il reçoit un brevet de sous-lieutenant dans le 39e régiment d'infanterie de l'AIJ en 1899. En 1903, il intègre l'École spéciale militaire de Saint-Cyr en France mais rentre au Japon l'année suivante et sert avec son régiment en tant que capitaine sous les ordres du général Yasukata Oku lors de la guerre russo-japonaise. Il retourne alors en France en août 1906 et y reste jusqu'en juillet 1909. Il accède aux rangs de major d'infanterie en 1906, lieutenant-colonel en 1908 et colonel en 1910. Il est promu lieutenant général et commandant de la 16e division en août 1917.
Nashimoto Morimasa est nommé membre de l'État-major de l'armée impériale japonaise en novembre 1919 et promu au rang de général en août 1922. Le 8 août 1932, il reçoit le rang largement honorifique de Gensui (maréchal) et devient membre du « Conseil des maréchaux et amiraux de la flotte ». Cependant, le prince ne détient pas de commandements militaires majeurs au cours de la Guerre du Pacifique (1931–1945). Contrairement aux princes Asaka et Higashikuni, il reste largement étranger au radicalisme croissant dans l'armée qui culmine avec l'incident du 26 février de 1936. En octobre 1937, il est nommé prêtre en chef (saishu) du Ise-jingū à la mort de son demi-frère Kuni Taka.
Nashimoto Morimasa se retire de la liste active en 1944 à l'âge de 70 ans. Il sert en tant que président de l'Association impériale, de président honoraire de la Société franco-japonaise, de l'Association japonaise des forêts, de l'Association agricole du Japon, de l'association aérienne du Japon, de l'association des arts martiaux du Japon et de la Société italienne du Japon.

## Après-guerre
Le 2 décembre 1945, le général Douglas MacArthur, gouverneur militaire du Japon pendant l'occupation américaine, ordonne l'arrestation du prince Nashimoto comme criminel de guerre de « classe A » , en grande partie pour son rôle dans le soutien au shintoïsme d'État. (Nashimoto Morimasa a été prêtre en chef du Ise-jingū de 1937 jusqu'en 1947). Il a également été le deuxième membre le plus ancien de la famille impériale (après le prince Kotohito Kan'in) durant la Seconde Guerre mondiale.
L'arrestation du prince provoque une grande consternation parmi les Japonais car cela ouvre la possibilité que l'empereur Shōwa et les membres supérieurs de la maison impériale puissent faire également l'objet de poursuites pour crimes de guerre. Nashimoto Morimasa n'est guère plus qu'un symbole mais il est plus considéré comme un otage pour assurer la conformité de l'empereur Shōwa aux réformes politiques menées par les Américains. Après quatre mois d'emprisonnement à la prison de Sugamo à Tokyo, Les autorités américaines le libèrent sans inculpation le 13 avril 1946. Par décision du Conseil de la maison impériale reconstitué, le prince et la princesse Nashimoto sont démis de leur statut impérial et deviennent roturiers le 14 octobre 1947.
Cependant, contrairement à d'autres anciens membres de la famille impériale japonaise, les autorités américaines d'occupation (SCAP) punissent l'ancien prince Nashimoto prétendument à cause de sa carrière militaire, lui refusant toute indemnisation pour la perte de son titre et de ses propriétés. Les raids américains de bombardement ont déjà détruit sa résidence de Tokyo et il est forcé de vendre sa maison de campagne pour payer ses impôts. Il passe ses dernières années dans la pauvreté et l'obscurité, à la différence de nombreux autres anciens nobles avec de plus importants (et douteux) dossiers de guerre.
L'ancien prince meurt d'une crise cardiaque le 2 janvier 1951 à l'âge de 76 ans. Sa veuve, l'ancienne princesse Nashimoto Itsuko, entretient des liens étroits avec la famille impériale jusqu'à sa mort en août 1976. Elle publie ses mémoires sous le titre Nashimoto-no-miya Itsuko-ohi Nikki (« Mémoires de la princesse Nashimoto Itsuko ») en 1972.

## Source de la traduction
- (en) Cet article est partiellement ou en totalité issu de l’article de Wikipédia en anglais intitulé « Prince Nashimoto Morimasa » (voir la liste des auteurs).